# Malimbe de Cassin
El malimbe de Cassin (Malimbus cassini) és un ocell de la família dels ploceids (Ploceidae).

## Hàbitat i distribució
Habita boscos i àrees empantanegades de les terres baixes del sud de Ghana i sud de Camerun, el Gabon, la República del Congo, sud-oest de la República Centreafricana i centre, nord, nord-est i est de la República Democràtica del Congo.